# Instalação tecnológica
Instalação tecnológica é uma das tipologias de bens imóveis classificados nos Açores, tipificada pelo n.º 3 do artigo 11.º do Decreto Legislativo Regional n.º 29/2004/A, de 24 de Agosto, que estabeleceu o regime jurídico de protecção e valorização do património cultural móvel e imóvel.
Podem ser incluídos na tipologia de «instalações tecnológicas» os imóveis que "independentemente do seu valor arquitectónico e características construtivas", sejam "moinhos, fábricas, instalações destinadas a comunicações e telecomunicações, observatórios e outras instalações representativas de tecnologias e de eventos de carácter científico e tecnológico que tenham desaparecido ou estejam em risco de desaparecer".